# Huelgas Ensemble
Lo Huelgas Ensemble è un gruppo vocale e strumentale belga di musica antica, specializzato nel repertorio che va dal medioevo al primo barocco.

## Storia
Fondato nel 1971 da Paul Van Nevel, il gruppo deve il suo nome a un manoscritto di musica polifonica: il Codex Las Huelgas.
Nel corso degli anni ha realizzato un'ampia discografia focalizzandosi in particolar modo sulla polifonia rinascimentale, incidendo per la casa discografica tedesca Deutsche Harmonia Mundi, per Sony Classical nella serie "Vivarte" dedicata alla musica antica, e quindi per la francese Harmonia Mundi.

## Discografia
- 1977 - Johannes Heer et le chansonnier de Paris (Alpha, 260 LP)
- 1978 - Musique à la Cour de Chypre 1192-1489 (Alpha, DB 264)
- 1978 - Netherlands Renaissance. De Monte, Lassus, Nörmiger, White (Sony Classical "Seon", 60705)
- 1978 - Motets Wallons. Motets, Conductus et Pièces Instrumentales (Musique en Wallonie, MW 29)[1]
- 1979 - Ars Moriendi, musiche di Isaac, Cornago, Nörmiger (Alpha, 270)
- 1982 - La Favola di Orfeo (1494), musiche di Pesenti, Tromboncino, Cara, Aquila (Sony Classical "Seon", SB2K 60095; 2 CD)
- 1985 - Musica aldersoetste Konst. Polyphonic songs from the Low Countries (Klara, MMP 013)
- 1990 - O cieco mondo. The Italian Lauda, c. 1400-1700 (Deutsche Harmonia Mundi, RD77865)
- 1990 - Cypriot Advent Antiphons. Anonymus c.1390 (Deutsche Harmonia Mundi, RD77977)
- 1990 - Antoine Brumel, Missa "Et ecce terrae motus". Sequentia "Dies irae" (Sony Classical "Vivarte", SK 46348)
- 1990 - Cipriano de Rore, Passio Domini nostri Jesu Christi secundum Johannem (Deutsche Harmonia Mundi, 7994)
- 1991 - Mateo Flecha il Vecchio, Las Ensaladas. El Fuego, La Negrina, La Justa. Burlesques of the Spanish Renaissance (Sony Classical "Vivarte", SK 46699)
- 1991 - La Dissection d'un Homme armé. Six Masses after a Burgundian Song (Sony Classical "Vivarte", SK 45860)
- 1991 - Italia mia. Musical Imagination of the Renaissance (Sony Classical "Vivarte", SK 48065)
- 1991 - In morte di Madonna Laura. Madrigal cycle after texts of Petrarch Hoste da Reggio, Pisano, Cimello, etc. (Sony Classical "Vivarte", SK 48942)
- 1992 - Nicolas Gombert, Music from the Court of Charles V. Motets. Chansons. Mass for 6 Voices (Sony Classical "Vivarte", SK 48249)
- 1992 - Michael Praetorius, Magnificat. Aus tiefer Not. Der Tag vertreibt. Venite Exultemus Domino. Maria Magdalena. Peccavi Fateor. Der CXVL Psalm David (Sony Classical "Vivarte", SK 18039)
- 1992 - Febus Avant! Music at the Court of Gaston Febus (1331-1391) (Sony Classical "Vivarte", SK 48195)
- 1993 - Orlando di Lasso, Lagrime di San Pietro (Sony Classical "Vivarte", SK 53373)
- 1993 - João Lourenço Rebelo, Vesper Psalms and Lamentations (Sony Classical "Vivarte", SK 53 115)
- 1993 - Codex Las Huelgas. Music from 13th Century Spain (Sony Classical "Vivarte", SK 53341)
- 1994 - Music at the Court of king Janus of Nicosia. Ars subtilior of 14thC (Sony Classical "Vivarte", SK 53976)
- 1994 - Jacobus Gallus, Opus musicum. Missa super "Sancta Maria" (Sony Classical "Vivarte", SK 64305)
- 1994 - Costanzo Festa, Magnificat; Mass parts; Motets; Madrigals (Sony Classical "Vivarte", SK 53116)
- 1994 - Cançóes, Vilancicos e Motétés Portugueses: Séculos XVI-XVII (Sony Classical "Vivarte", SK 64 305)
- 1995 - Utopia Triumphans (Sony Classical "Vivarte", SK 66261)
- 1996 - Matteo da Perugia, Perusio. Virelais; Ballades; Caccia (Sony Classical "Vivarte", SK 62928)
- 1996 - Matthaeus Pipelare, Missa L'homme armé. Chansons. Motets (Sony Classical "Vivarte", SK 68258)
- 1996 - Claude Le Jeune, Le printemps (Sony Classical "Vivarte", SK 68259)
- 1997 - Tears of Lisbon (Sony Classical "Vivarte", SK 62256)
- 1997 - Pierre de Manchicourt, Missa Veni Sancte Spiritus. Motets. Chansons (Sony Classical "Vivarte", SK 62694)
- 1997 - La Pellegrina. Music for the Wedding of Ferdinando de' Medici and Christine de Lorraine, Princess of France (Florence 1589) (Sony Classical "Vivarte", S2K 63362)
- 1997 - Johannes Ciconia, Oeuvre complète (Pavane 7345; 3 CD)
- 1998 - Alexander Agricola, A Secret Labyrinth (Sony Classical "Vivarte", SK 60760)
- 1999 - Lamentations de la Renaissance (Harmonia Mundi, 901682)
- 2000 - Guillaume Dufay, O Gemma Lux, registrazione integrale dei mottetti isoritmici (Harmonia Mundi, 901700)
- 2000 - Christoph Demantius, Vêpres de Pentecoste (Harmonia Mundi, 901705)
- 2001 - Two unpublished tracks: Binchois Sanctus, Crecquillon Amour partez, accompanying book.[2]
- 2001 - Le Chant de Virgile (Harmonia Mundi, 901739)
- 2001 - Annibale Padovano, Messe à 24 voix (Harmonia Mundi, 901727)
- 2002 - Cipriano de Rore, Missa Praeter rerum seriem. Madrigaux et motets (Harmonia Mundi, 901760)
- 2003 - Jean Richafort, Requiem in memoriam Josquin Desprez (Harmonia Mundi, 901730)
- 2003 - Costanzo Festa, La Spagna. 32 contrapunti (Harmonia Mundi, 801799)
- 2004 - Orlando di Lasso, Il Canzoniere di Messer Francesco Petrarca, (Harmonia Mundi, 901828) - Awards: 10 de Répertoire, Edison Classical Music Award
- 2004 - Jacobus de Kerle, "Da Pacem Domine" Messes & Motets, (Harmonia Mundi, 901866)
- 2005 - Alfonso Ferrabosco l'anziano, Psaume 103. Motets & Madriguax (Harmonia Mundi, 901874)
- 2006 - À 40 voix (Harmonia Mundi, 801954)
- 2007 - La Quinta essentia.Palestrina, Lassus, Ashwell (Harmonia Mundi, 901922)
- 2009 - Michelangelo Rossi, La Poesia Cromatica (Deutsche Harmonia Mundi, 7428542)
- 2010 - PraeBACHtorius (Deutsche Harmonia Mundi, 92587799)
- 2011 - The Art of the Cigar (Deutsche Harmonia Mundi)
- 2012 - Jacob Clement (Deutsche Harmonia Mundi)
- 2012 - The Eton Choirbook (Deutsche Harmonia Mundi)